# Lorenz Werder
Lorenz Werder (auch Laurenz Werder) (* 31. Oktober 1646 in St. Gallen; † 23. März 1720 ebenda) war ein Bürgermeister von St. Gallen (Schweiz). 

## Leben
Lorenz Werder war der Sohn von Johannes Werder und dessen Ehefrau Elisabeth Steiger.
In der Zeit von 1689 bis 1697 war er Vogt in Bürglen. Er gehörte der Zunft der Weber an und war von 1697 bis 1700 deren Zunftmeister sowie auch Unterbürgermeister in St. Gallen. Von 1700 bis 1720 war er im Wechsel mit Heinrich Hiller (gewählt 1687), Ulrich Weyermann (gewählt 1695), Georg Wartmann (gewählt 1702) und Christoph Hochreutiner (gewählt 1717) im Dreijahresturnus Bürgermeister, Altbürgermeister und Reichsvogt in der Stadt St. Gallen; in dieser Zeit war er auch von 1702 bis 1717 Pannerherr und von 1717 bis 1720 Pannerhauptmann.
Lorenz Werder war seit 1668 in erster Ehe mit Anna, Tochter des Daniel Zollikofer, seit 1677 in zweiter Ehe mit Catherina, Tochter des Christoph Kromer und seit 1704 mit Ursula, Tochter des Abraham Sauter verheiratet.